# 司马邺 (后梁)
司马邺（9世纪？—910年），字表仁，河内温县（今河南省温县）人，五代十国政治人物。唐朝杞王傅司马德璋的孙子，左武卫大将军司马諲的儿子。
开始以父亲的恩荫入仕，天复年间被韩建表奏为同州节度留后，后归附朱温，并奉命招降韩建。又出使金州，劝说冯行袭归附朱温。后历任宣武、天平等军从事。后梁建立，被任命为右武卫上将军。开平三年，奉使两浙吴越国，因淮南道路不通，陆行出荆州、襄州、潭州、桂州入岭南，自番禺泛海至闽中，到达杭州、越州，迂回万里。回朝时走海路，漂流至耽罗国，溺亡。诏赠司徒。